# Touching from a Distance
Touching from a Distance est une autobiographie de Deborah Curtis. Elle y raconte sa vie et son mariage avec Ian Curtis, leader du groupe post-punk Joy Division. Le titre est une citation issue du 45 tours Transmission publié en 1979 par Joy Division : « Touching from a distance, Further all the time. »
Deborah Curtis parle de l'infidélité de Ian, et de ses problèmes de santé (dont l'épilepsie et la dépression) qui ont probablement mené à son suicide tragique en 1980, à la veille de la première tournée de Joy Division aux États-Unis.
Le livre sert de référence pour le film Control, dont Deborah Curtis est coproductrice.
Deborah Curtis Touching from a Distance: Ian Curtis and "Joy Division" London: Faber & Faber; 1995.  (ISBN 0-571-20739-1)